# Eboli (stacja kolejowa)
Eboli (wł: Stazione di Eboli) - stacja kolejowa w Eboli, w regionie Kampania, w prowincji Salerno, we Włoszech. Znajduje się na linii kolejowej Battipaglia-Potenza-Metaponto.